# Philippe Moureaux
Philippe Moureaux (Etterbeek, 12 de abril de 1939 - Bruselas, 15 de diciembre de 2018) fue un político socialista belga, senador, alcalde de Molenbeek-Saint-Jean, y profesor de historia económica de la Universidad Libre de Bruselas.
Su primera participación en el gobierno fue en 1980 como Ministro del Interior y de Reformas Institucionales con el primer ministro Wilfried Martens donde destacó por la Ley contra el racismo y la xenofobia (conocida como Ley Moureaux), para pasar posteriormente a ser Ministro de Justicia y Vicepresidente. Abandonó el gobierno en 1993.

## Biografía
En 1980, siendo Bélgica un país en vía de federalismo, Philippe Moureaux entra en el gobierno de unión nacional Martens III en calidad de ministro del Interior y de las Reformas institucionales. Participa, a ese nivel, a una importante reforma institucional.
Es esa doble particularidad de la equipolencia de las normas y de las competencias exclusivas que había llevado en 1984 a tres profesores de Universidad, los señores Quévit, Tollet y Deschamps, de proponer que Bélgica llegue a ser un Estado confederal[1]. Hacían valer que el Estado belga era ya parcialmente confederal en razón, justamente del principio de la equipolencia de las normas sobre la cual un parlamentario y ministro importante como Phillippe Moureaux se expresó claramente al principio de los años 1990 [2].
Realza, durante una intervención en el Senado sobre el tema de la equipolencia de las normas, el hecho que, en el debate, en Francia relativo al futuro de Córcega, una parte importante del debate lleva sobre la cuestión de saber si se puede atribuir a una asamblea de Córsega la equipolencia de las normas [3].
Su nombre está vinculado a la ley contra el racismo y la xenofobia (ley del 30 de julio de 1981) llamada « ley Moureaux ». Ella lleva su nombre porque era el ministro de Justicia cuando ha sido adoptada. En 1993, Philippe Moureaux deja el gobierno federal, después de haber llevado a término la reforma de seguros-enfermedad. Practicó la apertura a candidatos de origen extranjera en la lista de alcaldes (a dominación PS, pero incluyendo el SP, el PSC y el CVP) en su municipalidad de Molenbeek-Saint-Jean a la elección de 2000 solamente, la única electa de origen marrueco en aquella municipalidad 1994, Mariem Bouselmati, de la lista Ecolo. Después de las últimas elecciones (2000) la lista del alcalde cuenta con varios electos/as de origen marroquí: Talbia Belhouari (jefe de grupo llegada a ser diputada federal en 2004), Houria Houberri, Mohammadi Chahid (igualmente diputado regional desde 2004), Ridoin Hlimi, Mohammed Daïf (diputado regional desde 1995, regidor desde 2001), Jamal Ikazban (regidor desde 2001) y Badia El Belghiti.
Hijo del ministro liberal Charles Moureaux y de una madre del linaje de los industriales Blaton, hermano de Serge Moureaux, Philippe Moureaux es el esposo de la ministra Françoise Dupuis.
El rey belga, Albert, le otorgó en 1995 el título honorífico de Ministro de Estado. Philippe Moureaux tiene distinciones honoríficas: Grande-croix del orden de Léopold II y Commandeur del orden de Léopold.
Por motivo de llevar bigote, como muchos electos socialistas, periodistas de Bruselas lo apodaron con ironía Flupke Moustache.
En 2006, Philippe Moureaux se lanza por una última vez a la alcaldía de la municipalidad de Molenbeek-Saint-Jean y organiza su sucesión.

## A nivel municipal
Philippe Moureaux tiene en sus activos:
La salvaguardia de las zonas verdes con la clasificación del Scheutbos, el parque de Albert ; 
La creación de una casa de la naturaleza, la rehabilitación de la Manufactura de tabaco Ajja, creación de una casa de las culturas y de cohesión social; 
Una casa para el empleo; 
Concrétisation en 2006 de la mise en route lors d'un contrat de quartier d'un Centre d'entreprises place de la Minoterie et qui offre 1 700 m² supplémentaires dans un ancien bâtiment scolaire entièrement rénové. 

## A nivel del senado
Presenta en 2004 la proposición de ley, llegada a ley, dando derecho de voto en las elecciones municipales a extranjeros.